# Antoine Griset
Antoine Griset (1938-1995) est un militant anticolonialiste et un syndicaliste étudiant devenu ensuite enseignant et éditeur, qui a été président de la Mutuelle nationale des étudiants de France (MNEF) et administrateur du quotidien Libération puis du quotidien Le Monde.

## Biographie

### Famille et jeunesse
Antoine Griset  est né en 1938 à Orgeval (Yvelines) dans une famille d’industriels protestants, actifs dans la production de métaux non ferreux, dont la lignée remonte au XVIIe siècle,.

### La Guerre d'Algérie et le FUA
Il effectue des études de sociologie à la Sorbonne, en même temps qu’en sciences économiques, à l’époque de la Guerre d'Algérie et milite au sein du Front universitaire antifasciste (FUA), à l'époque plutôt lié aux étudiants communistes de l'UEC, dont il est exclu, comme d'autres contestataires du stalinisme, à la fin de la guerre d'Algérie.

### La "Gauche syndicale" au sein de l'UNEF
À partir de 1962, aux côtés de ses amis Marc Kravetz et Jean-Louis Peninou, qu'il retrouvera plus tard à Libération, il anime la gauche syndicale au sein de l'UNEF, via la fondation d'une "Association générale des étudiants en droit" contre la « corpo » tenue par les proches du jeune député poujadiste Jean-Marie Le Pen. 
Il devient en même temps président du Groupe des étudiants de sociologie, puis à l’automne 1962 de la Fédération des groupes d’études de Lettres qu’il réorganise pour faciliter les mobilisations décentralisées et fédératives, contester à une plus grande échelle la structure et le contenu  de l’enseignement universitaire : c'est la nouvelle orientation, dite « gauche syndicale », qui insiste aussi sur les relations entre l'UNEF et les organismes de gestion parallèles au Mouvement (Uni-Club, Coop, MNEF) et en faveur sur la prééminence du syndicat sur eux.
Au congrès de Dijon (1963) de l'UNEF, il est à la tête de cette "Gauche syndicale". Trop exposé, il laisse Jean-Claude-Polack la défendre dans l'élection à la présidence de l'UNEF mais ce dernier est battu par Michel Mousel, des Etudiants socialistes unifiés, branche étudiante du PSU. Antoine Griset échoua à son tour dans sa candidature à la présidence de l’UNEF, au congrès de Toulouse de l'UNEF en 1964.
La FGEL organise entre-temps la publication d'un numéro spécial du journal Combat, distribué gratuitement à la Sorbonne par la FGEL au cours de la semaine du lundi 6 au samedi 11 mai 1963. Dans ce numéro spécial, un article d'Antoine Griset, qui est alors encore président de la FGEL, dit qu'il souhaite « éclairer le problème des différentes à tendances dont certains ont voulu voir la naissance » au Congrès de Dijon de l'UNEF du printemps 1963 et reconnait « que bien souvent deux à pôles, regroupant certaines AGE (associations générales d'étudiants, par villes). se sont opposés » mais y voit surtout « deux niveaux de réflexion, certains ayant poussé l'analyse plus que d'autres » et permis de « détruire ce mythe de l'UNEF monolithique ».

### La présidence de la MNEF
À la fin de 1963, il est élu à la présidence de la Mutuelle nationale des étudiants de France (MNEF), qui gère la Sécurité sociale étudiante. Son équipe à la tête de la MNEF s'investit dans la création de bureaux d'aide psychologique universitaire. Il y fonda aussi le Centre d’études et de recherches syndicales.

### L'enseignement à Tolbiac
À partir de 1965, il milite au sein d'un réseau d'aide en Europe aux soldats américains déserteurs de la Guerre du Viêt Nam, avec ses amis du département de sociologie de l'université Paris-Tolbiac, où il enseigne comme assistant. En novembre 1968 à Paris, il est inculpé de rébellion et violence à agents de la force publique, lors d'un collage d'affiches titrée « halte aux spéculateurs ».

### Le métier d'éditeur
Antoine Griset est entré dans l'édition, chez Grasset, en 1979, pour y diriger les services administratifs et financiers. Plus tard, il collabore au Magazine Littéraire.

### La direction deLibérationpuis duMonde
En 1981, Serge July l'appelle à ses côtés pour relancer Libération comme administrateur  et lui confie des tâches de gestion, pour préparer le redressement du quotidien, qui élargit son accès à la publicité et dont la diffusion franchit en 1984 la barre des 100 000 exemplaires. Mais la diversification multimédia ne fait pas l'unanimité au sein de la rédaction de Libération et il rejoint en 1988 la direction du Monde, au poste d'administrateur délégué, pour superviser les activités financières et commerciales jusqu'en 1991, à l'époque du double déménagement : le siège historique, rue des Italiens à Paris est délocalisés à Ivry-sur-Seine pour l'imprimerie et l'administration, et rue Falguière, dans le 15e arrondissement de Paris, pour la rédaction.